# Império colonial dinamarquês
O Império colonial dinamarquês refere-se às várias formas de possessões coloniais da Dinamarca desde o início do século XIII, quando obtidas possessões na Estónia. Em particular, a união com a Noruega, Dinamarca-Noruega tinha posse de antigas propriedades norueguesas, Groenlândia, as Ilhas Faroe, e Islândia; Orkney, Shetland, então exercido pela Escócia,

## Na África
A Dinamarca manteve várias postos de comércio e quatro fortes na Costa do Ouro, na África ocidental, especialmente em torno do atual Gana. Foram construídos três postos comerciais: Forte Frederiksborg, Kpompo; Forte de Christiansborg em 1661, que foi adquirida da Suécia; e Frederiksberg. Os fortes eram Forte Prinsensten construído em 1784, Forte Augustaborg de 1787, Forte Friedensborg e Forte Kongensten, vários dos quais se encontram atualmente em ruínas. Destes, apenas um é usado ainda hoje, Forte de Christiansborg, que é a residência do presidente de Gana.
O estabelecimento dos dinamarqueses também ocorreu em Guiné, devido ao ouro, e foi marcado pela grande dificuldade, já que havia uma disputa constante com outros impérios europeus para controlar a região. Foi somente depois de 1697, quando a Companhia das Índias Ocidentais e da Guiné decidiu comprar escravos para suas plantações das Índias Ocidentais que um assentamento dinamarquês na Guiné ganhou um lugar permanente na economia da Dinamarca.
Plantações foram estabelecidas em Frederiksborg, mas não tiveram sucesso. O Forte de Christiansborg tornou-se a base do poder dinamarquês, na África ocidental, e do centro de comércio de escravos para as Índias Ocidentais dinamarquesas. Em 1807, os parceiros de negócios africanos da Dinamarca foram reprimidos pelos acãs do subgrupo axante e eué, o que levou ao abandono de todas os postos comerciais. A Dinamarca vendeu as suas fortalezas ao Reino Unido em 1850. Tinha sido originalmente governado pela Noruega até ao século XV, e várias tentativas posteriores foram feitas para redimi-los. No século XVII, após perdas territoriais na Península Escandinava, a Dinamarca-Noruega começou a desenvolver colônias, fortes e postos comerciais na África, no Caribe e na Índia.

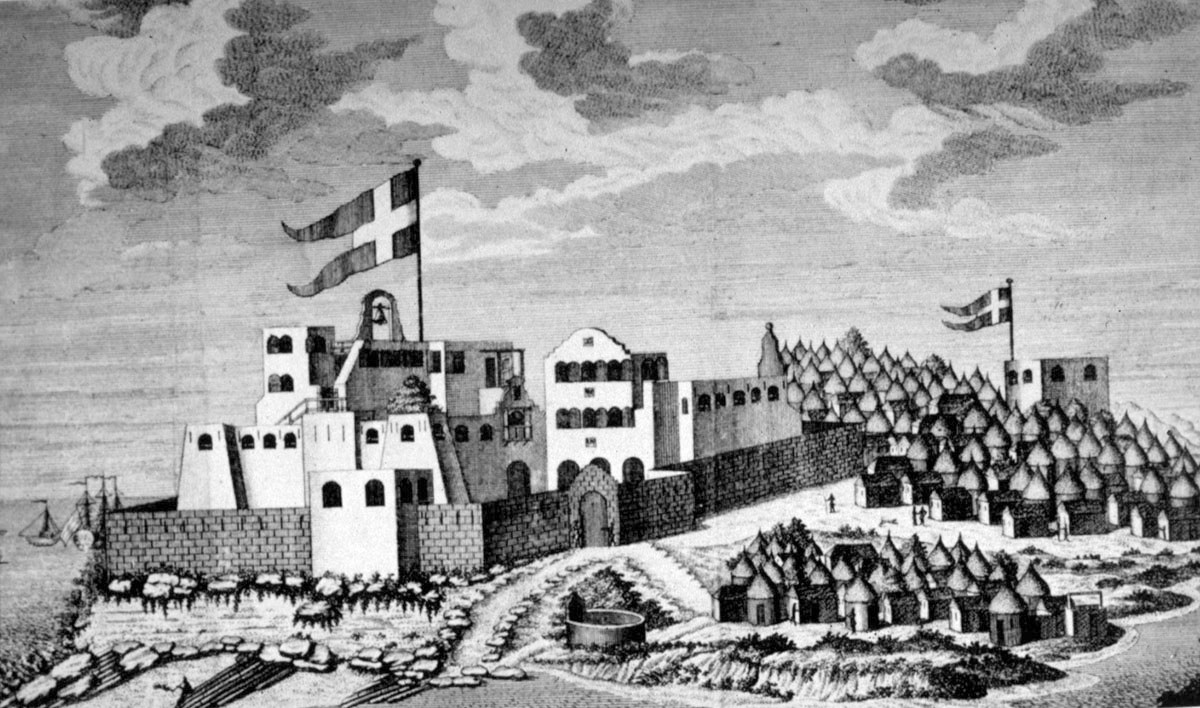
Ilustração da altura do Forte de Christiansborg

## Na América

### Gronelândia (1814-1979)
A Groenlândia foi colonizada por imigrantes da Islândia e Noruega na Era Viquingue após sua descoberta por Eiríkr, o Vermelho em 995 ou 996. A Groenlândia Medieval era um bispado com 22 igrejas e dois conventos sob a arquidiocese de Nidaros. Em 1261, os groenlandeses tornaram-se súditos do Reino da Noruega (872–1397). Com a ratificação da União de Kalmar em 1397, a Dinamarca-Noruega herdou a Groenlândia. Depois de os assentamentos nórdicos na Groenlândia finalmente desaparecerem no século XV, os europeus não estabeleceram a ilha novamente até 1721, quando o ministro luterano Hans Egede chegou e estabeleceu a cidade agora conhecida como Nuuk. Depois que a Noruega foi cedida ao rei da Suécia em 1814 após as Guerras Napoleônicas, a Dinamarca manteve as antigas reivindicações territoriais como uma condição do Tratado de Kiel.
O desenvolvimento e a colonização da Groenlândia se aceleraram em 1945, instigados pela importância geoestratégica da região na época da Guerra Fria, exemplificada e manifestada pela base aérea norte-americana da Thule Air Base Thule, de 1943. A razão e força motriz foi o surgimento de habilidades técnicas fundamentais, tais como aeronaves e quebra-gelos à disposição da Groenlândia, dando à ilha remota uma situação de abastecimento um pouco semelhante à da Europa.

### Índias Ocidentais Dinamarquesas (1666-1917)
Dinamarca-Noruega adquiriu a ilha de São Tomás em 1671e St. Jan (agora St. John) em 1718, e comprou St. Croix da França em 1733. Todas as economias das ilhas eram baseadas principalmente em açúcar. Essas ilhas eram conhecidas como Índias Ocidentais Dinamarquesas e acabaram sendo vendidas para os Estados Unidos em 1917 por 25 milhões de dólares. Várias negociações de sucessão dinamarquesa-americana foram feitas. desde 1870, devido a um crescente número de tumultos e distúrbios da população de língua inglesa mais pobre. O governo de Zahle (1914-1920) realizou uma eleição fortemente boicotada pelos distritos dinamarqueses do continente, que produziu uma minoria para a venda das ilhas. Os Estados Unidos esperavam usá-los como bases navais. Desde 1917, as ilhas são conhecidas como Ilhas Virgens Americanas.

## Na Ásia

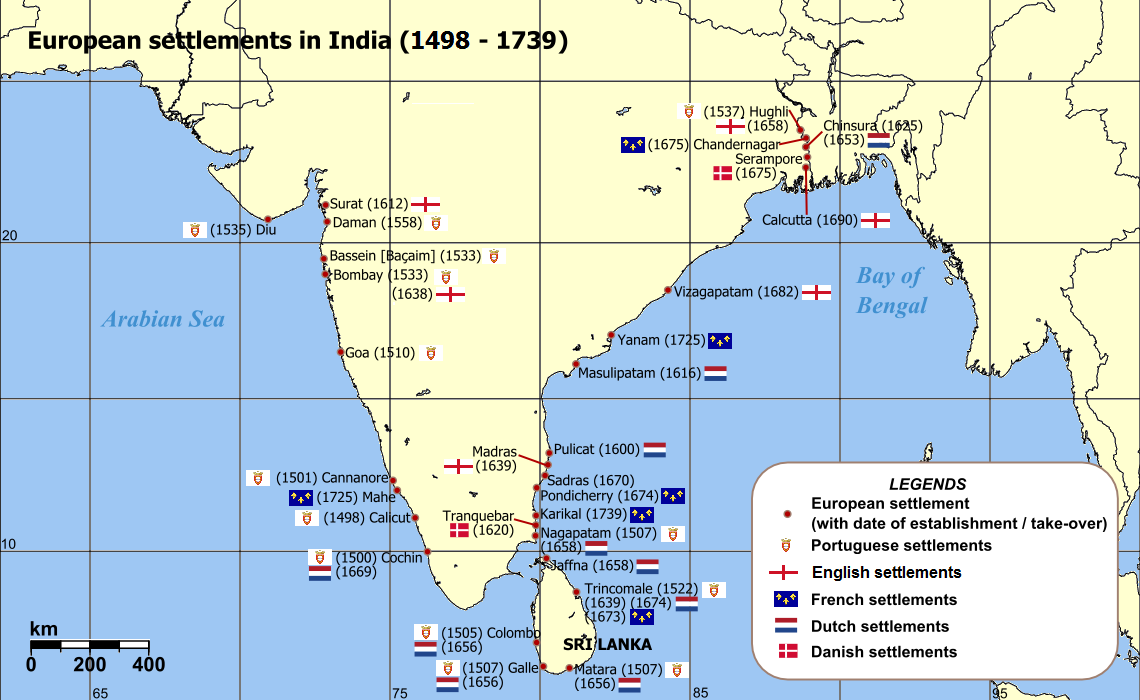
Dinamarquês e outros assentamentos europeus na Índia

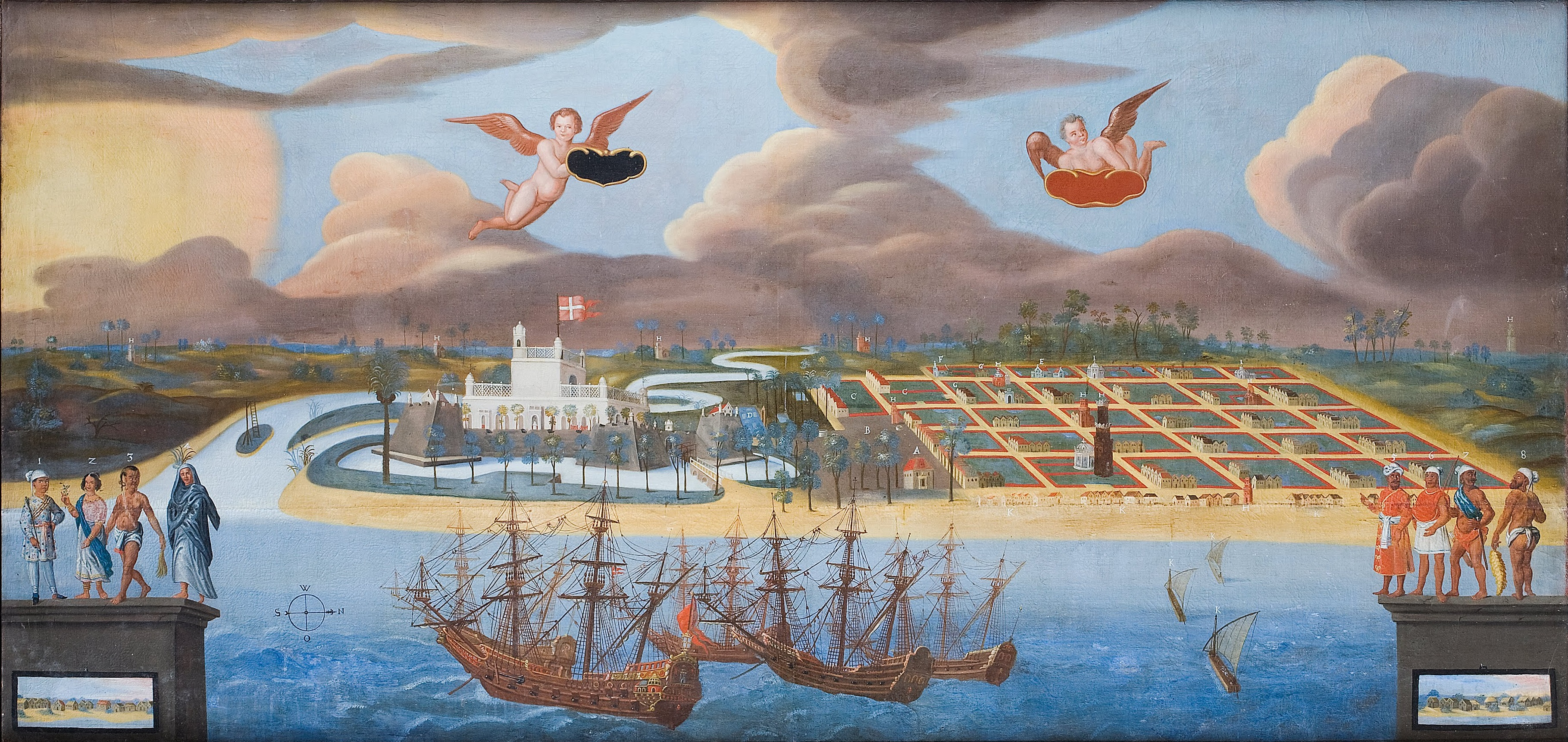
Forte Dansborg em Tranquebar, construído por Ove Gjedde, c. 1658

A Dinamarca manteve uma dispersão de pequenas colônias e postos comerciais em todo o subcontinente indiano entre os séculos XVII e XIX, após o que a maioria foi vendida ou cedida à Grã-Bretanha, que se tornou a potência dominante no país. O aspecto econômico mais importante era o comércio de especiarias e o acesso à região do leste asiático, incluindo a era da China imperial, situada mais a leste.

### Tranquebar (1620–1845)
A colônia em Trankebar (nome moderno: Tharangambadi) foi mantida por mais de 200 anos, com algumas interrupções, até ser vendida aos britânicos em 1845.

#### Serampore (1755–1845)
Em 1755 a Dinamarca adquiriu o Frederiksnagore (agora Serampore), e depois as cidades de Achne e Pirapur. Eles estão localizados a cerca de 25 quilômetros ao norte de Calcutá. Em 1818 Serampore College foi criada em Serampore, que ainda existe hoje. Essas cidades também foram vendidas para a Grã-Bretanha em 1845.

### Ilhas Nicobar (1756-1848 / 1868)
Houve também tentativas de colonização das Ilhas Nicobar, chamadas em dinamarquês Frederiksøerne ("Ilhas Frederik") ou  Ny Danmark ("Nova Dinamarca") pelos dinamarqueses, entre 1754 e 1868.